# Makarska Open 2023
Il Makarska Open 2023, sponsorizzato da Valamar è stato un torneo di tennis giocato sulla terra rossa. È stata la 17ª edizione del torneo che fa parte della categoria WTA 125 nell'ambito del WTA Challenger Tour 2023. Si è giocato al Tennis Center Makarska di Makarska in Croazia dal 6 all'11 giugno 2023.

## Partecipanti al singolare

### Teste di serie
| Nazionalità | Giocatrice       | Ranking* | Testa di serie |
| ----------- | ---------------- | -------- | -------------- |
| Rep. Ceca   | Linda Nosková    | 50       | 1              |
| Italia      | Jasmine Paolini  | 53       | 2              |
| Egitto      | Mayar Sherif     | 54       | 3              |
| Stati Uniti | Peyton Stearns   | 69       | 4              |
| Francia     | Diane Parry      | 79       | 5              |
| Ucraina     | Kateryna Baindl  | 83       | 6              |
| Svezia      | Rebecca Peterson | 87       | 7              |
| Ungheria    | Dalma Gálfi      | 98       | 8              |

* Ranking al 29 maggio 2023.

### Altre partecipanti
Le seguenti giocatrici hanno ricevuto una wildcard per il tabellone principale:
- Kristina Dmitruk
- Tena Lukas
- Petra Marčinko
- Mayar Sherif
- Natália Szabanin

Le seguenti giocatrici sono passate dalle qualificazioni:
- Miriam Bulgaru
- Lina Ǵorčeska
- Rebecca Šramková
- Katarina Zavac'ka

### Ritiri
Prima del torneo
- Anna Bondár → sostituita da  Dar'ja Astachova
- Clara Burel → sostituita da  Darja Semeņistaja
- Kayla Day → sostituita da  Kristina Dmitruk
- Danka Kovinić → sostituita da  Natália Szabanin
- Aleksandra Krunić → sostituita da  Dalila Jakupović
- Emma Navarro → sostituita da  Sára Bejlek
- Julija Putinceva → sostituita da  Kristina Mladenovic
- Anna Karolína Schmiedlová → sostituita da  Elsa Jacquemot
- Laura Siegemund → sostituita da  Mona Barthel
- Katie Volynets → sostituita da  Mai Hontama

## Partecipanti al doppio

### Teste di serie
| Nazione  | Giocatrice      | Nazione       | Giocatrice        | Ranking* | Testa di serie |
| -------- | --------------- | ------------- | ----------------- | -------- | -------------- |
| Giappone | Makoto Ninomiya |               | Aleksandra Panova | 113      | 1              |
| Estonia  | Ingrid Neel     | Taipei cinese | Wu Fang-hsien     | 144      | 2              |

* Ranking al 29 maggio 2023.

### Altre partecipanti
Le seguenti giocatrici hanno ricevuto una wild card per il tabellone principale:
- Kristina Dmitruk /  Mariana Dražić

## Campionesse

### Singolare
Mayar Sherif ha sconfitto in finale  Jasmine Paolini con il punteggio di 2–6, 7–6(6), 7–5.

### Doppio
Ingrid Neel /  Wu Fang-hsien hanno sconfitto in finale  Anna Sisková /  Renata Voráčová con il punteggio di 6–3, 7–5.